# Флягин, Александр Петрович
Алекса́ндр Петро́вич Фля́гин — советский государственный и политический деятель, генерал-майор внутренней службы.

## Биография
Родился в 1923 году в Шатуре. Член КПСС.
Участник Великой Отечественной войны в составе 9-го гвардейского отдельного мотоштурмового инженерно-саперного батальона 2-й гвардейской мото-штурмовой инженерно-саперной бригады
В 1959—1962 — второй секретарь Кировского районного комитета КПСС города Москвы.
В 1962—1963 — первый секретарь Кировского районного комитета КПСС города Москвы.
В 1963—1965 — секретарь производственно-отраслевого парткома работников пассажирского транспорта города Москвы.
В 1965—1974 — заведующий отделом административных органов Московского городского комитета КПСС.
В 1974—1990 — заведующий отделом индивидуальной и общей профилактики ГУУР МВД СССР.
Умер в Москве после 2005 года.

## Награды
- Орден Отечественной войны I степени(1985)
- Орден Трудового Красного Знамени (1966, 30.08.1971)
- Орден Красной Звезды (24.08.1944, 23.10.1944)
- Орден Славы III степени (03.12.1944)